# Marcelo Luciano Estigarribia
Marcelo Luciano Estigarribia (Villaguay, Provincia de Entre Ríos, Argentina; 10 de abril  de 1995) es un futbolista argentino. Juega como delantero y su primer equipo fue Defensores de Pronunciamiento. Actualmente milita en Unión de Santa Fe de la Liga Profesional.

## Trayectoria

### Defensores de Pronuciamiento
Empezó su carrera con el Defensores de Pronunciamiento en 2014, donde disputó 66 juegos y convirtió 13 anotaciones. 

### Villa Dálmine
En el 2018, a mediados, fichó por el Villa Dálmine de la Primera B Nacional. Con el viola debutó el 17 de julio de 2018, contra UAI Urquiza, en el empate de 0 a 0 por la Copa Argentina. En esa competencia también enfrentó a River Plate el 28 de julio, en un juego que finalizó con derrota de 3 a 1. En la B Nacional disputó 11 juegos y convirtió una anotación.

### Motagua
El 11 de enero de 2019 se oficializó su fichaje por el Motagua. Debutó con gol el 2 de febrero de 2019, contra Lobos UPNFM en el Estadio Emilio Williams, en un empate de 1 a 1. El 2 de junio de 2019 se consagró campeón del fútbol hondureño tras derrotar a Olimpia en la final del Clausura, convirtiéndose en un jugador importante en ese éxito debido a su anotación a Marathón en la semifinal.

### Belgrano de Córdoba
El 23 de diciembre de 2019 fichó por Belgrano. Llegó al Pirata como petición expresa de Ricardo Caruso Lombardi.

### San Martín de Tucumán
En el 2021 fichó por Ciruja.

### Deportes La Serena
En el 2022 fichó por Deportes la Serena.

### Patronato de Paraná
En el 2022 fichó por Patronato.En este club logró ganar la Copa Argentina, en el equipo dirigido por Sava.

### Atlético Tucumán
En el 2023, ficho por el Decano, club en el que tuvo muy buenos numeros, en el cual en ese mismo año casi clasifica a la Copa Libertadores, dirigido por Pusineri.

### Unión de Santa Fe
En el 2025, ficho por Union de Santa Fe.

## Clubes
- Actualizado al 15 de agosto de 2025

| Club                                    | Div.                | Temporada           | Liga  | Liga  | Liga   | Copa nacional | Copa nacional | Copa nacional | Copa internacional | Copa internacional | Copa internacional | Total | Total | Total  | Media goleadora |
| Club                                    | Div.                | Temporada           | Part. | Goles | Asist. | Part.         | Goles         | Asist.        | Part.              | Goles              | Asist.             | Part. | Goles | Asist. | Media goleadora |
| --------------------------------------- | ------------------- | ------------------- | ----- | ----- | ------ | ------------- | ------------- | ------------- | ------------------ | ------------------ | ------------------ | ----- | ----- | ------ | --------------- |
| Defensores de Pronunciamiento Argentina | 4.ª                 | 2014                | ?     | 0     | 0      | -             | -             | -             | -                  | -                  | -                  | ?     | 0     | 0      | 0,00            |
| Defensores de Pronunciamiento Argentina | 4.ª                 | 2015                | ?     | 0     | 0      | -             | -             | -             | -                  | -                  | -                  | ?     | 0     | 0      | 0,00            |
| Defensores de Pronunciamiento Argentina | 3.ª                 | 2016                | 3     | 0     | 0      | 1             | 0             | 0             | -                  | -                  | -                  | 4     | 0     | 0      | 0,00            |
| Defensores de Pronunciamiento Argentina | 3.ª                 | 2016/17             | 15    | 5     | 0      | -             | -             | -             | -                  | -                  | -                  | 15    | 5     | 0      | 0,33            |
| Defensores de Pronunciamiento Argentina | 3.ª                 | 2017/18             | 26    | 7     | 0      | 2             | 1             | 0             | -                  | -                  | -                  | 28    | 8     | 0      | 0,29            |
| Defensores de Pronunciamiento Argentina | Total               | Total               | 63    | 12    | 0      | 3             | 1             | 0             | -                  | -                  | -                  | 66    | 13    | 0      | 0,20            |
| Villa Dálmine Argentina                 | 2.ª                 | 2018/19             | 11    | 1     | 0      | 2             | 0             | 0             | -                  | -                  | -                  | 13    | 1     | 0      | 0,08            |
| Villa Dálmine Argentina                 | Total               | Total               | 11    | 1     | 0      | 2             | 0             | 0             | -                  | -                  | -                  | 13    | 1     | 0      | 0,08            |
| Motagua Honduras                        | 1.ª                 | 2018/19             | 18    | 7     | 0      | -             | -             | -             | -                  | -                  | -                  | 18    | 7     | 0      | 0,39            |
| Motagua Honduras                        | 1.ª                 | 2019/20             | 20    | 7     | 0      | -             | -             | -             | 8                  | 1                  | 0                  | 28    | 8     | 0      | 0,29            |
| Motagua Honduras                        | Total               | Total               | 38    | 14    | 0      | -             | -             | -             | 8                  | 1                  | 0                  | 46    | 15    | 0      | 0,33            |
| Belgrano Argentina                      | 2.ª                 | 2019/20             | 4     | 1     | 0      | -             | -             | -             | -                  | -                  | -                  | 4     | 1     | 0      | 0,25            |
| Belgrano Argentina                      | 2.ª                 | 2020                | 7     | 0     | 0      | -             | -             | -             | -                  | -                  | -                  | 7     | 0     | 0      | 0,00            |
| Belgrano Argentina                      | Total               | Total               | 11    | 1     | 0      | -             | -             | -             | -                  | -                  | -                  | 11    | 1     | 0      | 0,09            |
| San Martín (T) Argentina                | 2.ª                 | 2021                | 34    | 9     | 2      | 1             | 0             | 0             | -                  | -                  | -                  | 35    | 9     | 2      | 0,26            |
| San Martín (T) Argentina                | Total               | Total               | 34    | 9     | 2      | 1             | 0             | 0             | -                  | -                  | -                  | 35    | 9     | 2      | 0,26            |
| Deportes La Serena · Chile              | 1.ª                 | 2022                | 14    | 0     | 1      | -             | -             | -             | -                  | -                  | -                  | 14    | 0     | 1      | 0,00            |
| Deportes La Serena · Chile              | Total               | Total               | 14    | 0     | 1      | -             | -             | -             | -                  | -                  | -                  | 14    | 0     | 1      | 0,00            |
| Patronato Argentina                     | 1.ª                 | 2022                | 16    | 3     | 1      | 5             | 4             | 0             | -                  | -                  | -                  | 21    | 7     | 1      | 0,33            |
| Patronato Argentina                     | Total               | Total               | 16    | 3     | 1      | 5             | 4             | 0             | -                  | -                  | -                  | 21    | 7     | 1      | 0,33            |
| Atlético Tucumán Argentina              | 1.ª                 | 2023                | 25    | 6     | 4      | 8             | 3             | 0             | -                  | -                  | -                  | 33    | 9     | 4      | 0,27            |
| Atlético Tucumán Argentina              | 1.ª                 | 2024                | 25    | 6     | 0      | 15            | 2             | 4             | -                  | -                  | -                  | 40    | 8     | 4      | 0,20            |
| Atlético Tucumán Argentina              | 1.ª                 | 2025                | 1     | 0     | 0      | -             | -             | -             | -                  | -                  | -                  | 1     | 0     | 0      | 0,00            |
| Atlético Tucumán Argentina              | Total               | Total               | 51    | 12    | 4      | 23            | 5             | 4             | -                  | -                  | -                  | 74    | 17    | 8      | 0,23            |
| Unión Argentina                         | 1.ª                 | 2025                | 17    | 2     | 1      | 2             | 1             | 0             | 5                  | 0                  | 0                  | 24    | 3     | 1      | 0,13            |
| Unión Argentina                         | Total               | Total               | 17    | 2     | 1      | 2             | 1             | 0             | 5                  | 0                  | 0                  | 24    | 3     | 1      | 0,13            |
| Total en su carrera                     | Total en su carrera | Total en su carrera | 255   | 54    | 9      | 36            | 11            | 4             | 13                 | 1                  | 0                  | 304   | 66    | 13     | 0,22            |

## Palmarés

### Campeonatos nacionales
| Título          | Club                | País      | Año  |
| --------------- | ------------------- | --------- | ---- |
| Torneo Clausura | Motagua             | Honduras  | 2019 |
| Copa Argentina  | Patronato de Paraná | Argentina | 2022 |

### Otros logros
| Título               | Club           | País      | Año  |
| -------------------- | -------------- | --------- | ---- |
| Ascenso al Federal A | Defensores (P) | Argentina | 2015 |

### Distinciones individuales
| Distinción                           | Año  |
| ------------------------------------ | ---- |
| Máximo goleador de la Copa Argentina | 2022 |